# Прапор Антарктиди
Прапор Антарктиди — неофіційний прапор континенту, прийнятий організацією Антарктичного договору в 2002 році. Існує кілька варіантів дизайну прапора, у тому числі створені іменитими вексилологами Гремом Бертрамом і Уїтні Смітом.
Ескіз, створений Гремом Бертраном, ґрунтувався на прапорі ООН і зображував білий контур континенту на блакитному тлі. При цьому блакитний фон символізував нейтралітет. Вперше прапор цього дизайні майорів над Антарктидою у 2002 році, коли Тед Кайе, редактор журналу Raven Північноамериканської асоціації вексилології, привіз його в Антарктику. Тоді бази Бразилії, України і Великої Британії встановили прапор на своїх флагштоках.
Уїтні Сміт запропонував яскраво-помаранчевий фон для прапора, оскільки його добре видно на снігу і його неможливо переплутати з іншими прапорами. У лівій частині полотнища розташована емблема, яка складається з декількох компонентів: літера «А» символізує «Антарктику»; людські руки, дбайливо тримають сегмент південної півкулі планети, де розташовується Антарктида.
|                           |
| Ескіз "Справжній Південь" |

|                               |
| Прапор Антарктичного договору |

|                      |
| Ескіз Грема Бертрама |

|                   |
| Ескіз Уїтні Сміта |